# La modella (film 1931)
La modella (Inspiration) è un film del 1931 sceneggiato da Gene Markey, tratto dal romanzo di Alphonse Daudet Saffo (1884). Diretto da Clarence Brown e prodotto da Irving Thalberg, il film è interpretato da Greta Garbo, Robert Montgomery, Lewis Stone e Marjorie Rambeau. La fotografia è di William H. Daniels, la direzione artistica di Cedric Gibbons e i costumi sono di Adrian. Il film ha incassato circa 1.127.000 dollari nella sua distribuzione mondiale, con un profitto di 286.000 per MGM.

## Trama
A Parigi, Yvonne è una modella idolatrata dagli artisti, diventata musa ispiratrice per pittori, scultori e romanzieri, conosciuta ormai come la donna" popolare al pari della Tour Eiffel". A una serata bohemien, Yvonne si annoia in mezzo a tutti quegli ospiti pretenziosi e sfugge le attenzioni di Coutant, uno scultore con il quale tempo prima ha avuto una storia. Sola in un angolo, incontra André Montell, un pesce fuor d'acqua tra tutti quegli artisti, un giovane studente avviato alla carriera diplomatica. In lei si accende subito la scintilla e così propone al giovanotto di lasciare il ricevimento. Tra i due fiorisce l'idillio e Yvonne è pronta a lasciare per André gli agi e la sicurezza che le offre il suo attuale amante Vignaud.
Quando André riceve la visita di suo zio e di Madeleine, una compagna d'infanzia, è incerto se presentare Yvonne ai due. Una sera Vignaud si presenta nell'appartamento di Yvonne e insiste per vederla, ma la donna è in compagnia di André e cerca di liberarsene. André ascolta la discussione e compreso il lato mondano di Yvonne si scusa con Vignaud e se ne va. Nei giorni seguenti la modella cerca di spiegarsi con André, assicurandogli che Vignaud rappresenta il suo passato e che ora l'unica cosa che conta per lei è l'amore per lui. Costui si convince ma in seguito, presentatosi nello studio dello scultore Coutant, un'altra modella, Odette, mette in cattiva luce Yvonne, insinuando che sia una donna amorale dal passato sordido. André accusa il colpo e ora è deciso a troncare la relazione, e a niente valgono le dichiarazioni d'amore di Yvonne.
Qualche tempo dopo, André incontra l'ex amante ai tavolini di un bar, salvandola da una situazione imbarazzante. Scopre così che lei vive ormai in estrema povertà. Trova per Yvonne una sistemazione più dignitosa in una casa di campagna e la va a trovare saltuariamente. L'uomo in seguito è costretto a rivelarle che sta per sposare Madeleine, prima di partire per Algeri: lei lo accusa di averle tenuta nascosta la notizia ma si rassegna. 
Un giorno André viene a sapere che un'amica di Yvonne, Liane Latour, si è suicidata dopo essere stata respinta dal suo amante. Lui ora teme che anche Yvonne possa compiere lo stesso tragico gesto e recatosi da lei, capisce ancora di amarla e finisce per chiederla in moglie. Lei accetta ma temendo che la loro relazione possa rovinare la sua carriera gli scrive un biglietto di addio dopo un'ultima notte passata insieme, lasciandolo libero.

## Produzione
Il film fu prodotto dalla Metro-Goldwyn-Mayer (MGM) (controlled by Loew's Incorporated). Venne girato nei Metro-Goldwyn-Mayer Studios, al 10202 di W. Washington Blvd., a Culver City.

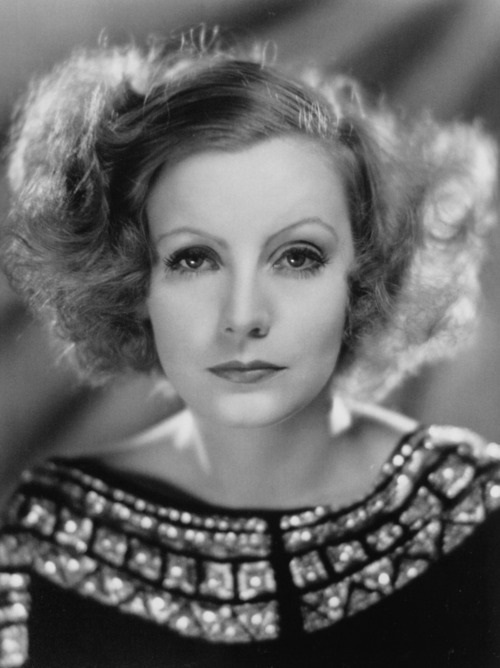
Greta Garbo in una foto pubblicitaria del film

## Distribuzione
Distribuito dalla Metro-Goldwyn-Mayer (MGM), uscì nelle sale cinematografiche USA il 31 gennaio 1931. In Spagna, ribattezzato Inspiración, fu presentato a Barcelona il 22 ottobre dello stesso anno, mentre a Madrid fu proiettato per la prima volta il 2 novembre 1931. Sempre in quell'anno, uscì in Finlandia (1º novembre, tradotto Inspiraatio) e in Germania (17 novembre) con il titolo Yvonne. L'anno seguente fu distribuito in Danimarca (1º gennaio) e in Portogallo (1º marzo 1932).